# Sola (pel·lícula)
 Sola és una pel·lícula de l'Argentina filmada en Eastmancolor dirigida per Raúl de la Torre segons el seu propi guió que es va estrenar el 19 d'agost de 1976 i que va tenir com a actors principals a Graciela Borges, Mabel Manzotti, Luis Brandoni i Lautaro Murúa.

## Sinopsi
Una dona separada afronta el seu futur i revisa els seus objectius.

## Repartiment
- Graciela Borges
- Mabel Manzotti
- Luis Brandoni
- Lautaro Murúa
- Adrián Ghío
- Héctor Pellegrini
- Marta Bianchi
- Abel Sáenz Buhr
- Susy Kent
- Claudio Levrino
- Mario Luciani
- Héctor Tealdi
- Horacio Denner
- Elda Basile
- Fernando "Tacholas" Iglesias
- Josefina Faustín
- Dora Mils
- Jorge Casamian
- Evangelina Massoni

## Comentaris
C.A. s La Prensa va escriure:
| « | ”La direcció de Raúl de la Torre no ens mostra a aquest director amb la força de les seves altres realitzacions.” | » |

La Nación va opinar:
| « | ”El film sencer gira entorn d'Alejandra –una excel·lent Graciela Borges_.” | » |

La Razón va opinar:
| « | ” Un film nacional ben filmat.” | » |

Manrupe i Portela escriuen:
| « | ”…llibre poc creïble. Al Festival Internacional de Cinema de Sant Sebastià 1976 va obtenir les “Conquilles de Llauna” al pitjor llargmetratge, a la pitjor interpretació femenina (Borges) i al pitjor guió (aquest últim ex acquo).” | » |